# 小竹北田テレビ中継放送所
小竹北田テレビ中継放送所（おたけきただテレビちゅうけいほうそうしょ）は、神奈川県小田原市にあったNHK単独のアナログテレビ中継局。

## 中継局送信設備概要
| 放送局名    | テレビチャンネル | 空中線電力           | ERP                  | 放送対象地域 | 放送区域内世帯数 | 偏波面   | 開局年月  |
| ----------- | ---------------- | -------------------- | -------------------- | ------------ | ---------------- | -------- | --------- |
| NHK東京教育 | 34ch             | 映像500mW/ 音声125mW | 映像1.55W/ 音声390mW | 全国放送     | 不明             | 垂直偏波 | 1978年3月 |
| NHK東京総合 | 36ch             | 映像500mW/ 音声125mW | 映像1.55W/ 音声390mW | 関東広域圏   | 不明             | 垂直偏波 | 1978年3月 |

- 放送エリアは、小田原市の一部。
- 独自回線に依らず、受信した平塚（湘南平）波を再送信していた[要出典]。
- 民放局については、平塚テレビ中継局または小田原(真鶴)波が受信されていた[要出典]。

### 置局住所
- 小田原市小竹字牛久保

## その他
- デジタルテレビ中継局は置局されず、アナログテレビ中継局も共同受信施設への加入などにより受信者が皆無となったとして、全国より4ヶ月半前倒しの2011年3月7日に廃局となった[1]。

## 参考資料
- “受信情報”.  NHK横浜放送局. 2008年4月7日時点のオリジナルよりアーカイブ。2015年6月15日閲覧。